# Iphiaulax manteri
Iphiaulax manteri är en stekelart som beskrevs av Nettleton 1938. Iphiaulax manteri ingår i släktet Iphiaulax och familjen bracksteklar. Inga underarter finns listade i Catalogue of Life.